# Alex Honnold

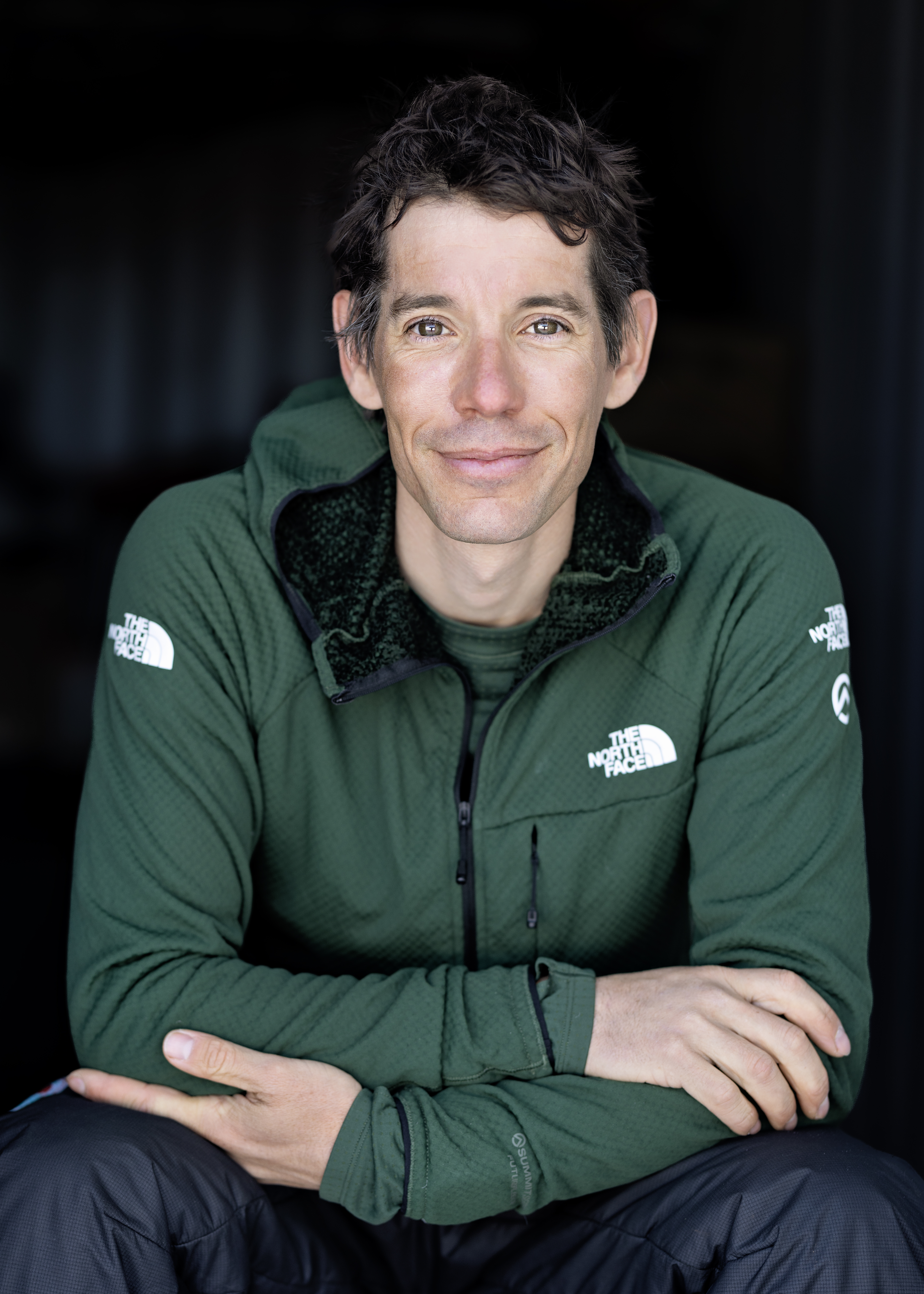
Alex Honnold, 2023.

Alex Honnold (* 17. August 1985 in Sacramento, Kalifornien) ist ein US-amerikanischer Profibergsteiger und Extremkletterer. Besonders bekannt ist er für seine zahlreichen Free-Solo-Begehungen, darunter des El Capitan. Er erhielt 2015 den Piolet d’Or für herausragende alpinistische Leistungen.

## Kindheit und Jugend
Honnold begann im Alter von fünf Jahren mit dem Klettern. Als Jugendlicher nahm er an zahlreichen Kletterwettkämpfen teil. Nach Abschluss der Mira Loma High School schrieb er sich für ein Bauingenieur-Studium an der Universität Berkeley ein. Diese verließ er aber bald ohne Abschluss, um sich ausschließlich dem Klettern widmen zu können.

## Karriere
Bekannt wurde Honnold insbesondere durch Free-Solo-Klettern und Vertikalsprints. Im Mai 2008 kletterte er die Route Regular Northwest Face of Half Dome im Yosemite Valley in Kalifornien Free Solo. Diese Begehung war Thema des Films Alone on the Wall, wodurch Alex Honnold größere Bekanntheit erlangte.
Im Juni 2012 konnte er die Route The Nose an der 910 Meter hohen Felsformation El Capitan im Yosemite National Park zusammen mit Hans Florine in 2:23:46 Stunden begehen, was die bis dahin schnellste Begehung der Route war. Am 6. Juni 2018 kletterte Honnold zusammen mit Tommy Caldwell dieselbe Route in 1:58:07 Stunden.
Am 3. Juni 2017 bestieg Honnold allein, ohne technische Hilfsmittel und ohne Sicherung den El Capitan auf der 884 m langen Route Freerider in 3:56 Stunden. Tommy Caldwell bezeichnete den Free-Solo-Durchstieg der 1000 Meter hohen Steilwand als „Die Mondlandung des Free-Solo-Kletterns“. Im Jahr 2018 erschien der Dokumentarfilm Free Solo, der Honnold bei diesem Durchstieg begleitete. Der Film gewann 2019 den Oscar als bester Dokumentarfilm.
Alex Honnold wird unter anderem von Black Diamond, La Sportiva und The North Face gesponsert. Im Jahr 2014 verlor Honnold das Unternehmen Clif Bar & Company als Sponsor. Das Unternehmen entschied aufgrund einer Änderung der Marketingstrategie zukünftig auf die Werbung mit Athleten, die u. a. für Free-Solo-Begehungen bekannt sind, zu verzichten, nachdem diese dabei Risiken eingegangen waren, die dem Unternehmen nicht mehr tragbar erschienen, weil sie „keinen Raum für Fehler“ ließen. Die US-amerikanische Presse berichtete darüber, da das Unternehmen gleichzeitig die Veröffentlichung des Dokumentarfilms Valley Uprising als einer von dessen Hauptsponsoren unterstützt habe. Szenen des Films sind Honnold und seinen sportlichen Leistungen gewidmet.
Für eine dreiteilige Dokumentation, On the Edge, von National Geographic und Disney+ reiste Alex Honnold im Sommer 2022 gemeinsam mit Hazel Findlay nach Grönland. Den beiden gelang gemeinsam die Erstbesteigung des Ingmikortilaq (Peak 3342).
Im Oktober 2022 kletterte er einen Zusammenschluss von mehreren Routen im Red Rock Canyon in Nevada, den er HURT (Honnold’s Ultimate Red Rock Traverse) nannte. Auf 56 km Länge durchstieg er über 7000 Höhenmeter auf 126 Seillängen. Dazu brauchte er 32 Stunden und 6 Minuten.
Im Sommer 2023 fuhr er mit Tommy Caldwell für eine Dokumentation von National Geographic mit dem Fahrrad von Colorado bis nach Alaska. Als Abschluss ihrer Reise durchstiegen sie eine Traverse in den Alaska Boundary Ranges, die sie von den Zwillingsgipfeln Witch’s Towers über die Cat’s Ears Spires zum Devil’s Thumb (Taalkhunaxhkʼu Shaa) führte. Dafür benötigten sie weniger als 24 Stunden, womit sie den bisherigen Rekord von drei Tagen deutlich unterboten.
Im Mai 2024 stellte er einen neuen Rope-Solo-Speedrekord der Route Salathé Wall am El Capitan auf. Er kletterte die 870 m lange Route in 11:18 h, womit er den bisherigen Rekord von Bryan Hansell um mehr als 8 Stunden unterbot.

## Ausgewählte Kletterleistungen

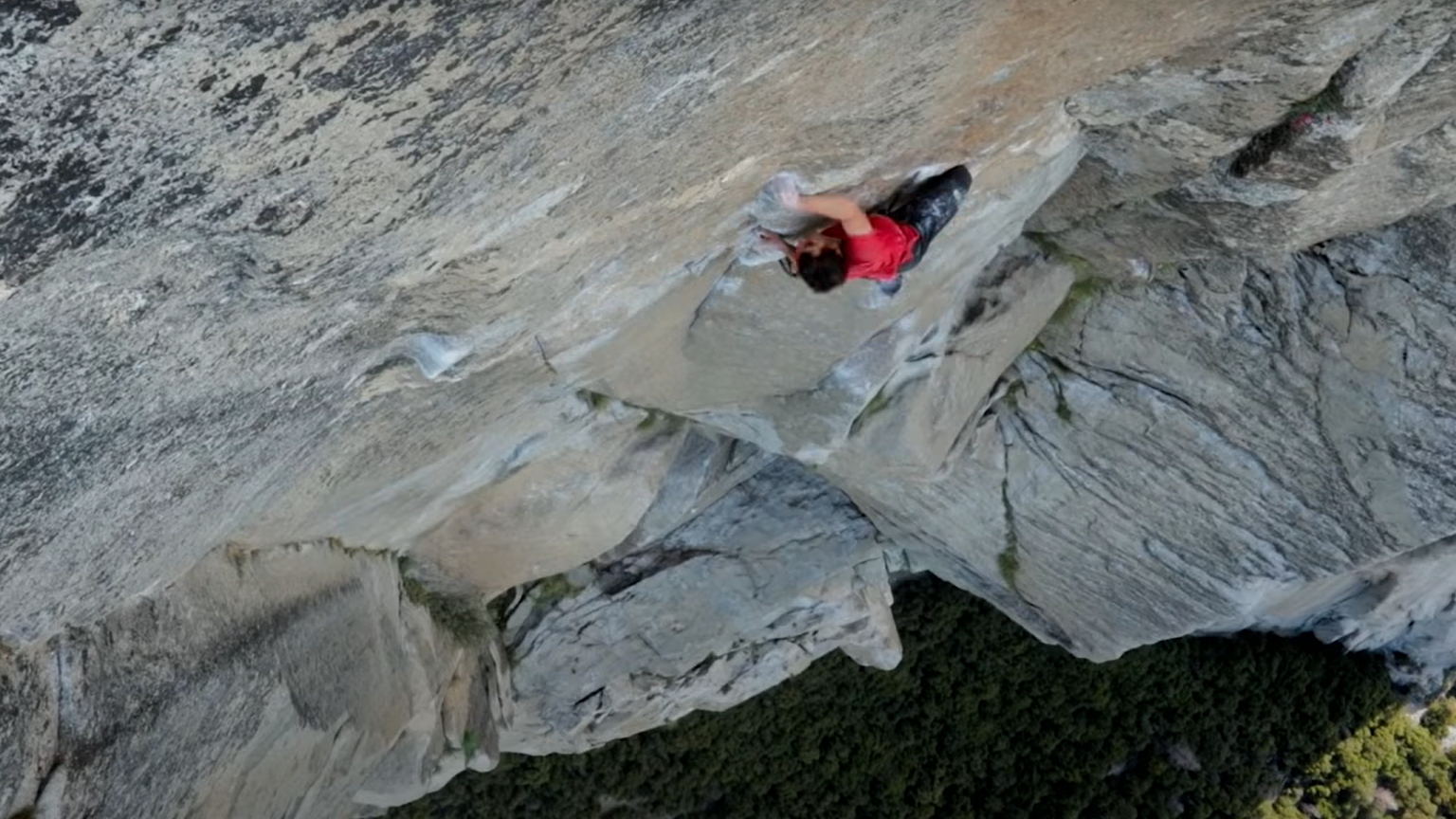
Alex Honnold beim Klettern von Freerider am El Capitan, 2017.

- 2007: Freerider im Yosemite-Nationalpark an einem einzigen Tag, im Alter von 21 Jahren.[21]
- 2007: Salathé Wall im Yosemite-Nationalpark.
- 2008: Bushido und Hong Kong Phooey in Utah.[22]
- 2008: Free-Solo-Begehung der Moonlight Buttress (V 5.12+) im Zion-Nationalpark, Utah, in 83 Minuten.[23]
- 2010: Vierte Free-Solo-Begehung der Route Separate Reality im Yosemite-Nationalpark.
- 2011: Free-Solo-Besteigung des Chouinard-Herbert im Yosemite-Nationalpark.
- 2011: Free-Solo-Begehung von The Phoenix (5.13), Yosemite-Nationalpark, in 8 Minuten.[24]
- 2012: Speedrekord an The Nose mit Hans Florine in 2:23,46.
- 2012: Yosemite Triple Crown – Mount Watkins, El Capitan und Half Dome im Yosemite-Nationalpark in 18 Stunden und 50 Minuten, Solo.[25]
- 2014: The Fitz Traverse über 5 km Länge und 4000 Höhenmeter in Patagonien, mit Tommy Caldwell (Kletterschwierigkeiten bis 7a (5.11d) C1).[26] Für diese Leistung erhielten sie den Piolet d’Or.
- 2014: El Sendero Luminoso (5.12d, 7c+), Free Solo, eine 15-Seillängen-Tour in der Nähe von Monterrey, Mexiko.[27]
- 2014: sieben verschiedene Routen am El Capitan in sieben Tagen mit David Allfrey.
- 2017: Freerider am El Capitan, Free Solo in 3:56 h.[28] Diese Begehung ist im Film Free Solo dargestellt.[29]
- 2018: Erneuter Speedrekord an The Nose mit Tommy Caldwell in 1:58 h.[7]
- 2022: Erstbesteigung des Ingmikortilaq (Peak 3342) in Grönland mit Hazel Findlay.[16]
- 2022: HURT – Honnold's Ultimate Red Rock Traverse, ein Zusammenschluss von mehreren Routen auf ca. 56 km Länge mit 7000 Höhenmeter über 126 Seillängen in 32 Stunden und 6 Minuten im Red Rock Canyon in Nevada.[17]
- 2023: Traverse um den Devil's Thumb (Taalkhunaxhkʼu Shaa) in Alaska mit Tommy Caldwell in der Rekordzeit von weniger als 24 Stunden.[18][19]
- 2024: Rope-Solo-Speedrekord der Route Salathé Wall am El Capitan in 11:18 h.[20]

## Stiftung und Privatleben

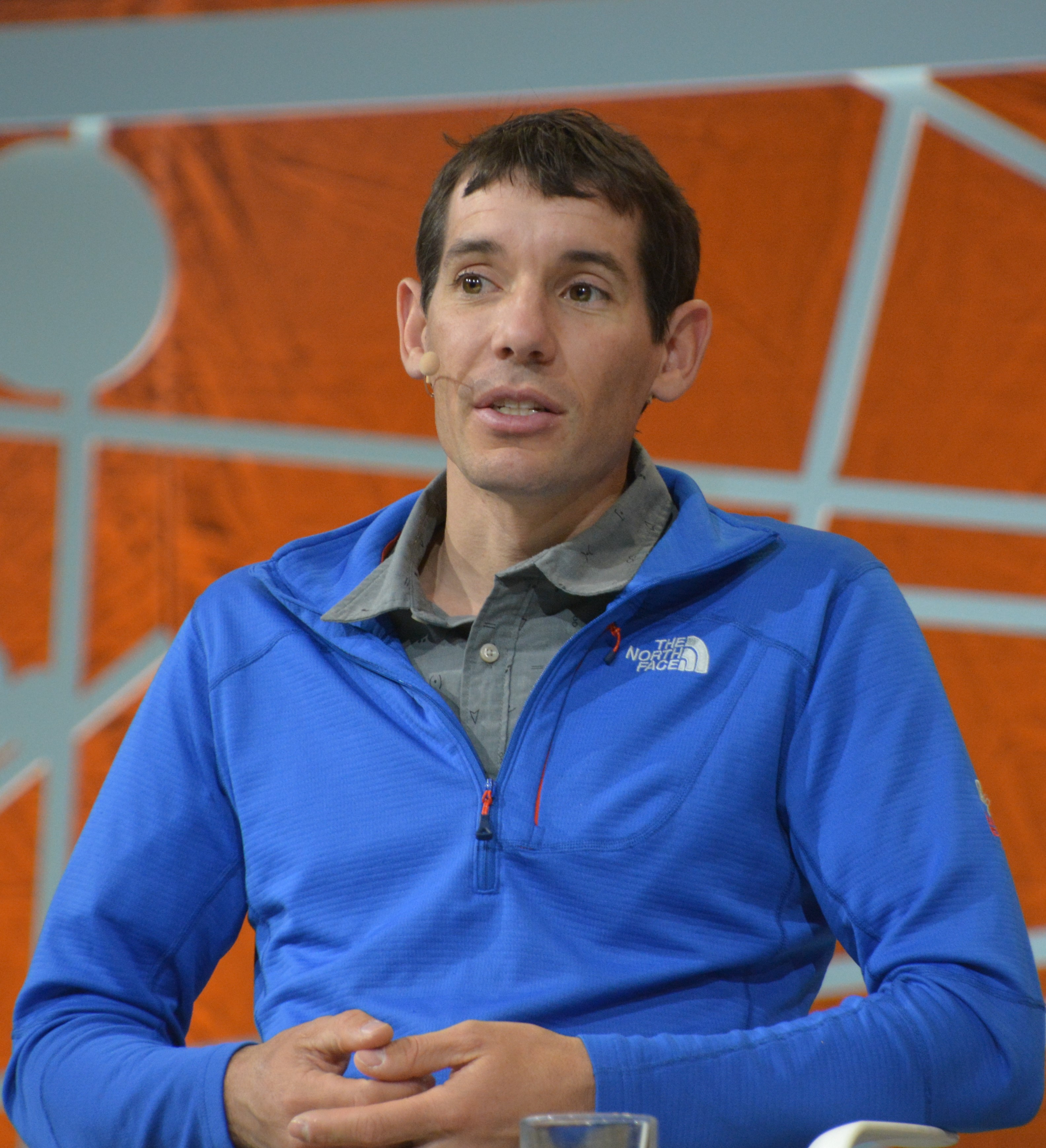
Alex Honnold, 2019

2012 gründete Honnold die gemeinnützige Stiftung Honnold Foundation. Zweck dieser ist die Bereitstellung nachhaltiger Energieversorgungen und eine Verbesserung der Lebensstandards von armen Menschen in den Vereinigten Staaten und in Afrika. Schwerpunkt der Stiftungsarbeit sind Solarenergie-Projekte in Kalifornien, Colorado, der Navajo Nation Reservation und an einigen Orten Afrikas. Honnold unterstützt die Stiftung mit einem Drittel seines Einkommens und arbeitet bei den Projekten wie zum Beispiel in Angola vor Ort mit.
In einem Making-of zur Dokumentation Free Solo berichtete Regisseurin Elizabeth Chai Vasarhelyi, dass Honnold zum Solo-Klettern ohne Seil und Sicherung gekommen war, weil es für ihn wegen seiner sozialen Ängste einfacher war, vollkommen alleine zu klettern, als mit anderen Menschen zu sprechen, die Kletterpartner werden könnten.
Honnold lebte über zehn Jahre lang in einem Van, bevor er sich gemeinsam mit seiner Partnerin, Sanni McCandless, in der Umgebung von Las Vegas niederließ. Die beiden heirateten 2020 und sind Eltern von zwei Töchtern. Um seinen ökologischen Fußabdruck zu verringern, ernährt sich Honnold vegetarisch. Er trinkt außerdem keinen Alkohol. Seit 2021 hat Honnold gemeinsam mit Fitz Cahall einen eigenen Podcast zu Kletterthemen, Climbing Gold.

## Auszeichnungen
2009 erhielt Honnold den Robert Hicks Bates Award des American Alpine Club für seine herausragenden Leistungen als Nachwuchskletterer seit 2007.
Im Jahr 2010 erhielt Honnold den Golden Piton Award der US-amerikanischen Zeitschrift Climbing in der Kategorie Solo Climbing für seine Free-Solo-Begehungen der Routen Astroman (V 5.11c), Washington Column und The Regular North Face (V 5.11c), The Rostrum, Yosemite Valley an einem Tag.
Im Jahr 2011 wurde er mit dem Golden Piton Award in der Kategorie Ausdauer für seine Solo-Speedbegehung der Routen Regular Northwest Face (VI 5.12a) auf den Half Dome und The Nose (VI 5.9 C1) am El Capitan, Yosemite Valley am 22. Juni 2010 in einer Zeit knapp unter elf Stunden ausgezeichnet.
Im April 2015 wurden Honnold und Tommy Caldwell mit dem Piolet d’Or ausgezeichnet. Die Auszeichnung wurde für die erste vollständige Begehung der Fitz-Traverse in Patagonien vergeben, die über die Gipfel der Aguja Guillaumet, der Aguja Mermoz, des Cerro Fitz Roy, der Aguja Poincenot, der Aguja Rafael Juarez, der Aguja Saint-Exupery und der Aguja de l'S führt. Honnold und Caldwell bewältigten die Überschreitung in fünf Tagen.

## Veröffentlichungen (Auswahl)
- Alex Honnold, David Roberts: Alone on the Wall. W. W. Norton & Company, New York 2015, ISBN 978-0-393-24762-6. (englisch)
  - Alex Honnold mit David Roberts: Allein in der Wand — Free Solo. (übersetzt von Robert Steiner) National Geographic Malik Taschenbuch, 2. Auflage München 2019, ISBN 978-3-492-40632-1.